# Citroën AX
Citroën AX — автомобіль класу суперміні розроблений французьким виробником Citroën, що випускавться з 1986 по 1998 рік.
Він замінив LNA, в 1988 році Visa, в 1990 році Axel і 2CV.
Всього виготовлено 2.561.432 екземплярів AX, що робить його другим наймасовішим автомобілем після Citroën 2CV (1948-1990).
Він також продавався в Малайзії з 1996 по 2000 рік, під назвою Proton Tiara.

## Двигуни

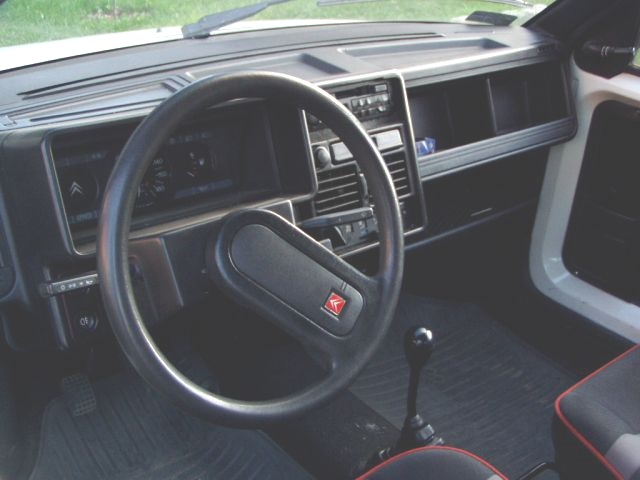

- 1.0 л I4
- 1.1 л I4
- 1.3 л I4
- 1.4 л I4
- 1.4 л I4 (diesel)
- 1.5 л I4 (diesel)